# Musée Godshuis Belle
Le musée Godshuis Belle est un petit musée situé à Ypres. Situé dans la chapelle d'un ancien hospice, il abrite la collection d'art du Centre public d'aide sociale d'Ypres (OCMW en néerlandais). 
Le bâtiment est devenu un site du patrimoine protégé en 1940. 

## Collection
Le tableau le plus important de la collection est La Vierge avec les donateurs Joos Bryde et Yolenthe Belle et leurs enfants qui a été peint en 1420 par un artiste inconnu (parfois appelé le Maître de 1420) et est l'un des plus anciens exemples de peinture sur panneau de Flandre.    
Le reste de la collection comprend d'autres peintures de maîtres anciens, un drapé d'autel et un pressoir à linge, tous deux du XVIIe siècle. 

## Remarques
1. ↑  « Bellegodshuis », Beschermingen onroerend erfgoed (consulté le 23 mai 2014).
2. ↑  « Museum Godshuis Belle », Toerisme Ieper (consulté le 23 mai 2014).